# Тоза Марковић (предузеће)
Тоза Марковић је фабрика из Кикинде која се бави производњом керамичких плочица и црепова. Фирму је основао Михаел Бон 1866. године, а након Другог светског рата прелази у руке државе и тада почиње ново поглавље у њеном развоју.

## Историјат

### Приватно власништво
Фабрику је основао родоначелник цигларства и црепарства на овим просторима Михаел Бон 1866. године. Он је 1880. године створио концерн „Бон и компанија” у чијем саставу су биле и фабрике у Будимпешти, Бекешчаби, Винковцима и Новом Бечеју. Оно је било највеће предузеће у Угарској и највеће индустријско постројење у Банату чији су власници били Немци. Крајем XIX века почиње прелазак са мануфактурне производње на израду цигле и црепа уз помоћ парних преса. Производили су се модели црепова 253 и 272. На почетку фабрика браће Бон производила је 17 милиона црепа и 3 милиона цигала и сав асортиман је био распродат. Фабрика је 1900. године добила добила златну медаљу за цреп на Светској изложби у Паризу.
Концерн се 1907. године распао, а Бону су припале циглане у Жомбољу, Кикинди, Бекешчаби и Шарлевилу (данас Банатско Велико Село). Након Првог светског рата Бонове фабрике су се нашле у три различите државе, али то му није сметало да настави посао. Повукао се 1920. године из посла и циглане поделио синовима. Стефан Бон постао је власник циглане у Кикинди. Михаел Бон је умро 1930. године, али је циглана наставила да послује успешно све до почетка Другог светског рата.

### Државно власништво
Након Другог светског рата дошло је до национализације, тј. процеса принудног прелаза у државну својину свих привредних предузећа која су до тада била у приватном власништву. Влада НР Србије донела је решење септембра 1946. године којим се у Кикинди формира предузеће за производњу грађевинског материјала од глине − Индустрија цигле и црепа „Тоза Марковић.” Име је добила по народном хероју Светозару Марковићу Този (1913—1943). Фабрика је међу првима организовала раднички савет који је 1954. године донео одлуку да се фабрика назове индустрија грађевинског материјала Године 1956. основана је фабричка лабораторија. Годину дана касније електрична енергија заменила је парну машину, а 1971. покренута је аутоматизована линија за прављење црепа. Током шездесетих и седамдесетих година много је улагано у модернизацију фабрике. Тоза Марковић 1975. производи једну трећину црепа црепа од укупног броја који настаје у држави. Од 1978. године почиње производња синтел плочица.
Председник државе Јосип Броз Тито одликовао је фабрику 1976. године Орденом рада са црвеном звездом. Она је крајем осамдесетих година између осталих извозила у Канаду, Данску, Немачку, Холандију, а рекорд у количини производње црепа остварен је 1989. године када је извезено 100 милиона комада.
Почетком XXI века уследила је приватизација и тежак период за предузеће, али је оно успело да избегне стечај и наставило је са радом али много мањим обимом.

## Галерија
- Фабрика некада
- Фабрика некада
- Фабрика некада
- Музеј „Terra”